# 黑蘚高原
60°41′S 45°37′W / 60.683°S 45.617°W
黑蘚高原（英語：Andreaea Plateau），是南極洲的高原，位於南奧克尼群島的西格尼島，處於羅賓峰西南部，平均海拔高度180米，現時由南極條約體系管理。